# 이승굉
이승굉(李承宏, ? ~ ?)은 당나라의 황족이자 당 고종의 6남인 장회태자 이현의 손자이다.

## 출생
아버지는 빈왕에 봉해진 이수례(李守禮)이며  이승굉은 광무군왕(廣武郡王)에 봉해졌다.

## 황제 즉위
763년 토번군은 당나라를 공격하여 장안을 점령하고 당 대종이 달아나면서 토번은 광무군왕 이승굉을 황제로 추대하였고 연호를 대룡(大龍)으로 변경하였다. 그러나 곽자의가 이끄는 군사들에 의해 토번군은 철수하였고 이승굉은 피신하던 중 곽자의의 군사들에게 붙잡혔다. 대종은 그를 죽이지는 않고 유배형만 내렸다.
| 전임 대종 | 중국 당나라 임시(비정통) 황제 763년 | 후임 - (토번군 철수로 황위에서 축출됨) |